# Campanha Emergencial Guarani Kaiowá
A Campanha Emergencial Guarani Kaiowá é uma organização on-line dedicada à divulgação de informações e à conscientização sobre o etnocídio da tribo Guarani-Kaiowá no sul do Brasil.

## Luta pela demarcação de terras Guaranis
O grupo Campanha Emergencial Guarani Kaiowá foi fundado em março de 2017 em resposta à luta história dos Guaranis-Kaiowas pelo direito de ficar nas suas terras ancestrais. O conflito principal desta luta é a demarcação territorial. Embora a Constituição de 1988 tenha estabelecido que os grupos indígenas têm o direito as terras, isso não depende de reconhecimento formal e foi contestado pelas PEC 215 e PEC 237. Estas emendas constitucionais tentaram alterar o regulamento da demarcação territorial em favor dos interesses "público da União" especialmente a indústria agrícola. Hoje, os Índios Guarani denunciam o “permanente estado de violação de seus direitos humanos” alegadamente perpetuada pelos fazendeiros que ocupam parte da sua terra ancestral. Os atores principais dos ataques contra o povo Guarani Kaiowá são os fazendeiros e há muita tensão entre eles e os grupos indígenas por causa de terem tomado as terras para fazendas e plantações de cana de açúcar. Os problemas são especialmente sérios no Mato Grosso do Sul, uma das áreas onde a etnia já ocupou cerca de 350.000 quilômetros quadrados. No entanto, muitos Guaranis foram forçados a viver em reservas superpovoadas ou em acampamentos nas bermas das estradas.
Os indigenas dizem que o governo não ajuda o suficiente e está sendo omisso na sua obrigação de garantir a segurança dos índios, por isso, organizações como Campanha Emergencial precisa de ajudar para remediar a situação. Há dezenas de famílias, com crianças e idosos vulneráveis vítimas dos ataques (antes das PEC 215 e 237) e muitas pessoas querem ver a violência de fato acabar. Os ataques vão de queimar a barraca, junto com roupas, panelas, alimentos, etc. até ataques mais violentos com tiros que às vezes acabam em mortes.

## Formação e inspiração:Martírio
A campanha confrontou a realidade do etnocídio destas comunidades indígenas no filme Martírio, um documentário sobre a perseguição e assassinato do povo Guarani Kaiowá no Brasil. O documentário, produzido por Vincent Carelli, em colaboração com Ernesto de Carvalho e Tatiana Soares de Almeida, usa imagens da realidade Guarani Kaiowá e sua luta pelo direitos humanos contra o governo. Carelli mostra que o genocídio desses grupos é resultado e fortalecido pelo ecocídio das suas terras ancestrais a favor do agronegócio e a devastação ambiental.

## Programas de divulgação
A campanha utiliza as mídias sociais exclusivamente para divulgar informações sobre problemas atuais enfrentados pelos Guaranis. As primeiras reuniões de campanha consistiram só de exibições públicas do documentário Martírio para educar a comunidade local sobre os problemas e a missão da campanha. O grupo pediu doações de itens alimentares não perecíveis de no mínimo um quilo por inscrição. O grupo conduziu coletas de alimentos e roupa para atender às necessidades básicas dos mais afetados. Para coletar fundos para seus projetos de serviço social, a campanha conta com doações feitas por meio de serviços online. A campanha mantém uma presença ativa no Facebook e no Instagram.

## Controvérsia
A controvérsia em torno da campanha chegou ao Facebook quando o site impediu que os usuários adicionassem aos seus nomes "Guarani-Kaiowá". Esta forma de mostrar solidariedade tinha sido uma tendência muito popular na rede social, e muitas pessoas questionaram os motivos do Facebook para retirar esta forma de mostrar apoio às populações indígenas no Brasil.